# Lega Nord
Lega, officiellt namn Lega Nord per l'indipendenza della Padania och tidigare kallat Lega Nord, är ett federalistiskt, högerpopulistiskt politiskt parti i Italien, grundat 1991 av Umberto Bossi. Partiet kämpar för att Italien ska bli en federal stat med större autonomi för landets norra regioner där man har en stor del av sin väljarbas. Tidvis har detta utmynnat i krav på självständighet för Padanien från Italien. Partiet har både mer liberala och konservativa fraktioner men är i sin helhet för Italiens katolska identitet och har en kraftigt invandrarfientlig profil.
Legas partisymbol är en guelf, Alberto da Giussano, som på 1100-talet slogs mot den tysk-romerske kejsaren Fredrik I Barbarossa.

## Historia
Partiet bildades av Lega Lombarda, Liga Veneta, Piemont Autonomista, Uniun Ligure, Lega Emiliano-Romagnola och Alleanza Toscana, som alla var och delvis är självständiga lokala partier.

### Europaparlamentet
I Europaparlamentet ingick Lega mellan december 2006 och juni 2009 i Gruppen Unionen för nationernas Europa. Innan dess hade Lega suttit i Gruppen Oberoende/Demokrati tillsammans med bland andra svenska Junilistan. Lega uteslöts ur denna grupp då de framförde ett antimuslimskt budskap i den i italienska valrörelsen 2006. Sedan Europaparlamentsvalet 2009 ingår partiet istället i Gruppen Frihet och demokrati i Europa (EFD). De har växelvis samarbetat med andra partier i Italien, något som annars är svårt eftersom de andra partierna delar och slår ihop sig. 

## Politisk plattform

### Invandrarfientlighet
Man bildade regering tillsammans med Alleanza Nazionale och Forza Italia efter valet 2001, och drev igenom nya lagar om invandring med bland annat följande innehåll, i juni 2002:
- Den som vill bosätta sig i Italien måste först ha en anställning.
- Den som två år efter bosättningen i Italien står utan arbete riskerar att utvisas.
- Anhöriginvandringen begränsas till att endast gälla minderåriga eller handikappade barn.

Partiets grundare Umberto Bossi skall i en intervju i Corriere della Sera 2003 ha sagt "Illegala invandrare som via kusten försöker ta sig till Italien ska kunna beskjutas av kustbevakningen." vilket snabbt spreds i media. Han försvarade sig ett par dagar senare med att ha blivit felciterad. I juli 2013 jämförde partiets högste representant i Senaten landets integrationsminister Cécile Kyenge, som är av kongolesisk härkomst, med en orangutang vilket dock inte är den första gången partimedlemmar har gjort uppmärksammade, kontroversiella uttalanden om Kyenge.

### Högerradikal kritik
Lega har kritiserats av högerradikala nationalister och öppet fascistiska grupper som har som mål ett starkt och centralstyrt Italien utan regionalism, regionalt självstyre eller erkända minoritetsspråk.

### Matteo Salvini som partiledare sedan 2013
Matteo Salvini tog över som partiledare för Lega Nord 2013. Partiet som från början ville ha självständighet för Norditalien, har nu blivit ett parti för hela landet. Namnet har förkortats till Lega och partiet har flyttat sig allt längre ut på högerkanten.
I 2018 års parlamentsval  Lega gick framåt och fick över 17 procent,  men EU-kritiska Femstjärnerörelsen (M5S) var den stora segraren. I maj 2018 blev okänd  juridikprofessorn Giuseppe Conte premiärminister i Italiens nya, radikala, populistiska regering. Regeringspartrierna var Lega (tidigare Lega Nord) och Femstjärnerörelsen (M5S).  Legas partiledarna Matteo Salvini var vice premiärminister och inrikesminister i regeringen.Lega lämnade regeringen i augusti 2019

## Val
Partiets starkaste siffra var i Venedig, där de fick 35,2% av rösterna i regionvalet 2010. De fick 10,2% av rösterna i EU-valet 2009.
Nationella val och siffror i starkaste regionerna nedan.
| År   | Ligurien | Piemonte | Lombardiet | Veneto | Trentino-Alto Adige | Friuli-Venezia Giulia | Emilia-Romagna | Toscana | Marche | Umbrien | ITALIEN |
| 1992 | 14,3 %   | 16,3 %   | 23,0 %     | 17,8 % | 8,9 %               | 15,3 %                | 9,6 %          | 3,1 %   | 1,3 %  | 1,1 %   | 8,7 %   |
| 1994 | 11,4 %   | 15,7 %   | 22,1 %     | 21,6 % | 7,6 %               | 16,9 %                | 6,4 %          | 2,2 %   | -      | -       | 8,4 %   |
| 1996 | 10,2 %   | 18,2 %   | 25,5 %     | 29,3 % | 13,2 %              | 23,2 %                | 7,2 %          | 1,8 %   | 1,5 %  | 1,1 %   | 10,1 %  |
| 2001 | 3,9 %    | 5,9 %    | 12,1 %     | 10,2 % | 3,7 %               | 8,2 %                 | 3,3 %          | 0,6 %   | 0,3 %  | -       | 3,9 %   |
| 2006 | 3,7 %    | 6,3 %    | 11,7 %     | 11,1 % | 4,5 %               | 7,2 %                 | 3,9 %          | 1,1 %   | 1,0 %  | 0,8 %   | 4,1 %   |
| 2008 | 6,8 %    | 12,6 %   | 21,6 %     | 27,1 % | 9,4 %               | 13,0 %                | 7,8 %          | 2,0 %   | 2,2 %  | 1,7 %   | 8,3 %   |
| 2013 | 2,3 %    | 4,8 %    | 12,9 %     | 10,5 % | 4,2 %               | 6,7 %                 | 2,6 %          | 0,7 %   | -      | -       | 4.1     |

## Bilder

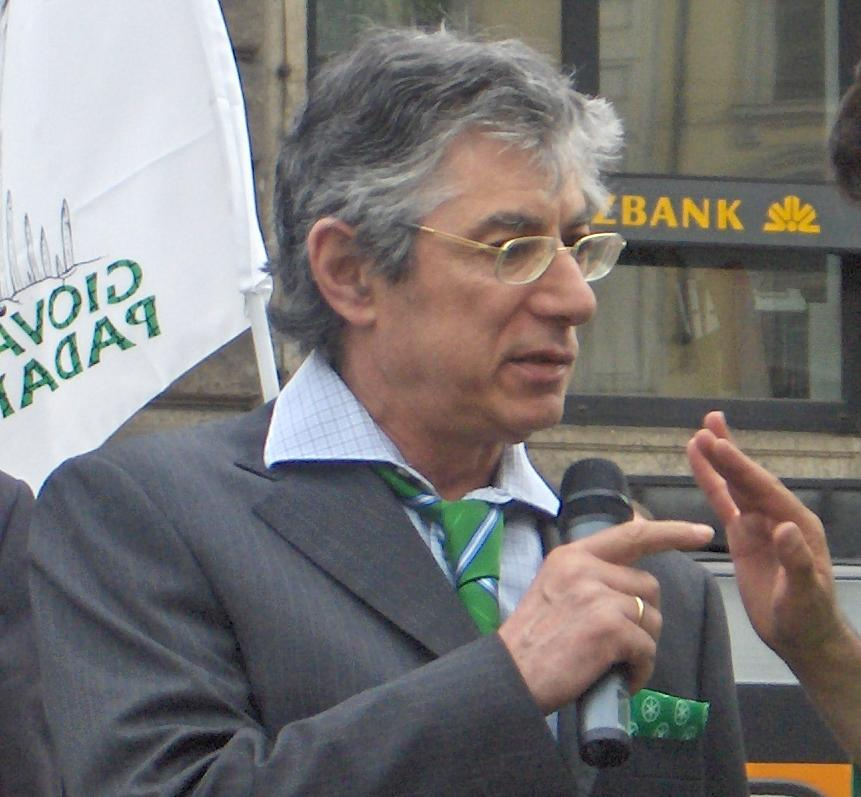
Umberto Bossi, Legas grundare.
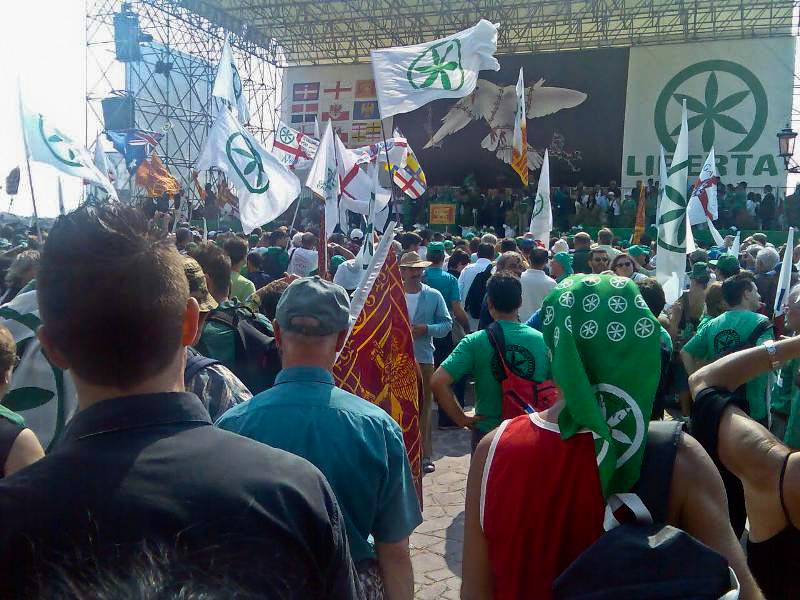
Lega håller partimöte i Venedig.
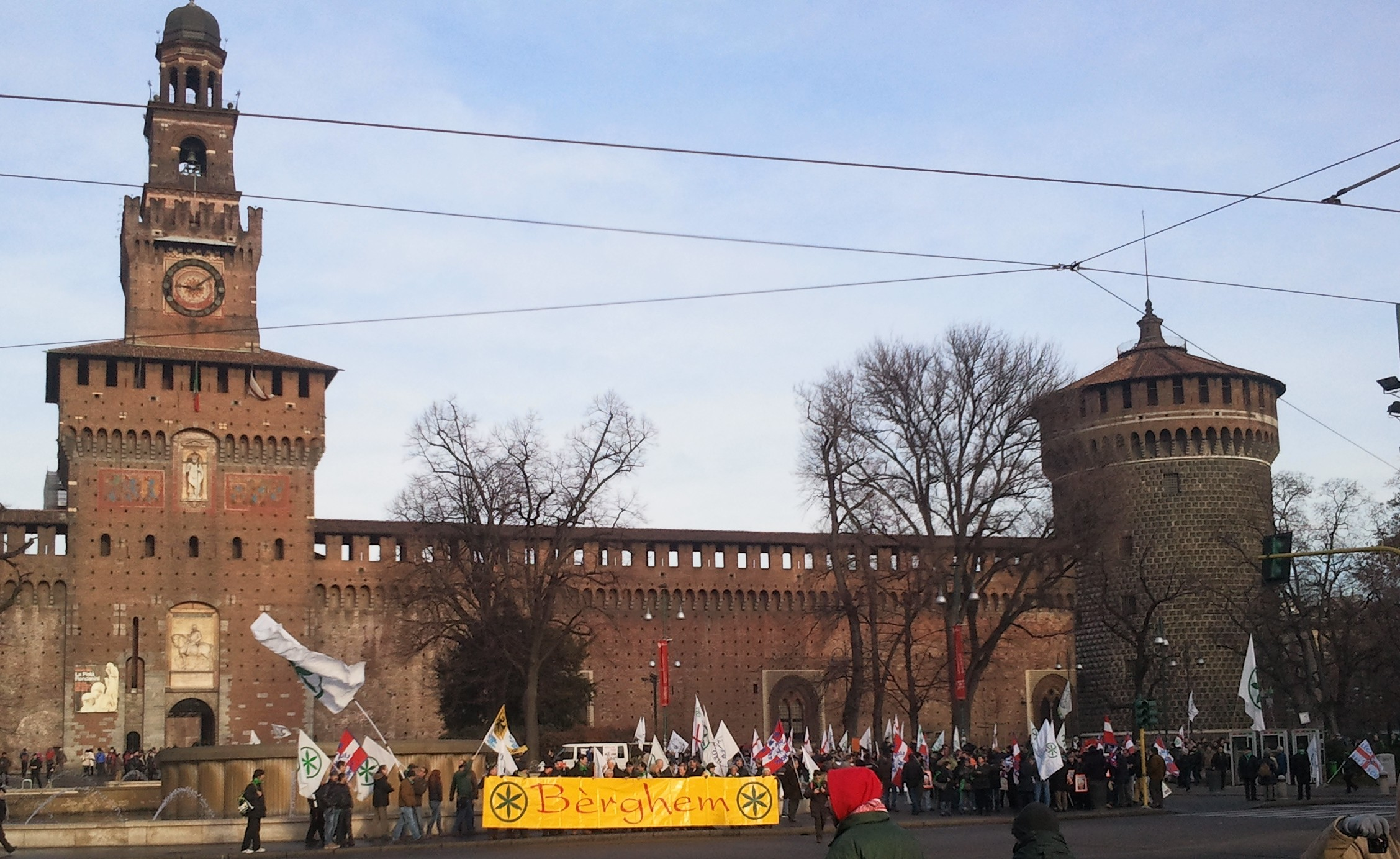
Manifestation till stöd för Lega i Milano 2012.